# Richard Gifford
Richard Gifford (* 1725 in Bishop’s Castle, Shropshire; † 1807 in North Ockendon, Essex) war ein englischer Geistlicher und Dichter sowie Essayist, dessen elegische Rhapsodie Contemplation (1753) von der zeitgenössischen Literaturkritik überaus positiv aufgenommen wurde. Darüber hinaus war es das einzige Gedicht, dass er anonym veröffentlicht hatte.

## Leben
Richard Gifford war Sohn eines Schottischen Vaters. Gifford studierte am Balliol College an der Oxford University, wo er 1748 seinen Bachelor erhielt. Weitere akademische Grade strebte er aufgrund politischer Differenzen mit dem College nicht an, da er zur Partei der Whigs zählte. 1753 veröffentlichte er Contemplation anonym, wie es damals eine weit verbreitete literarische Gepflogenheit war. Die einfache Rhapsodie in 71 elegischen Vierzeilern war die erste Nachahmung von Thomas Grays Elegy Written in a Country Church-yard (1751) und hatte dabei auch einige Grundwesenszüge der Lyrik John Miltons. Die erste Hälfte war in der „L’Allegro“-Mode gehalten, die zweite mehr im „Penseroso“. Auf beide folgten märchenhafte Passagen, die mehr an Edmund Spenser und William Shakespeare erinnerten. Die abschließenden Stanzen erwecken den Eindruck, dass Richard Gifford das Gedicht verfasste, als er mit seinem Freund Hugo Meynell zusammenlebte. Meynell empfahl in Jahrzehnte später für das Rektoramt in North Okendon in Essex. Dabei ist es das einzige Gedicht eines Schriftstellers, der die meiste Zeit seines Lebens als antiquarische Studien betreibender Kleriker in Derbyshire verbrachte.
Samuel Johnson beeindruckten Giffords Verse, der eine Illustration von Contemplation für sein Dictionary verwendete und ein Zitat aus der sechsten Stanze während der Reise nach Schottland mit Boswell benutzte: „Verse softens Toil, however rude the Sound; | She feels no biting Pang the while she sings; | Nor, as she turns the giddy Wheel around, | Revolves the sad Vicissitude of things.“ Gifford fühlte sich dadurch geschmeichelt, verzichtete aber auf eine Fortführung seines dichterischen Werks.
Im Erscheinungsjahr sah der Monthly Review noch deutlicher die Parallelen: „An ingenious poem, written in the manner of Mr. Gray’s church-yard elegy; and which wou'd have appeared to greater advantage, had it preceded, instead of following, the publication of that excellent original“.
Über 50 Jahre später pries es selbst noch der Monthly Magazine: „It was printed for Dodsley more than half a century ago, and the name of the author does not appear in the title page. From the paucity of the remaining copies, the intrinsic merit of the composition, and the notice thus incidentally attracted [by Boswell], it has now become a sort of literary curiosity.“
Reverend Richard Gifford trat selbst sechs Jahre nach dem Erscheinen von Contemplation eine Stelle als Vikar von Duffield in Derbyshire an und 1772 als Rektor von North Ockendon. Auch wenn er Zeit seines weiteren Lebens auf die Lyrik verzichten sollten, veröffentlichte er über 50 Jahre lang Essays im The Gentleman’s Magazine und religiöse Erbauungsprosa.

## Werke
- Remarks on Mr. Kennicott’s Dissertation upon the tree of life in paradise. Printed for M. Cooper; and sold by Mr. Fletcher, Oxford 1748.
- Miscellany [Commonplace book]. um 1750.
- Contemplation. Printed for R. Dodsley; and sold by M. Cooper 1753.
- Outlines of an answer to Dr. Priestley’s disquisitions relating to matter and spirit. T. Cadel, London 1781.
- Correspondence in John Nichols, Illustrations of the Literary History of the XVIII Century (1817-58).